# 名古屋市立沢上中学校
名古屋市立沢上中学校（なごやしりつ さわかみちゅうがっこう）は愛知県名古屋市熱田区五本松町にある公立中学校。

## 概要
付近には高蔵神社や熱田神宮など数多くの自然が残る。
その他金山総合駅や名鉄神宮前駅、JR熱田駅、名古屋市営地下鉄名城線西高蔵駅　国道19号（伏見通）も通るので交通の便が良い。
近年ではマンションなどの住宅地開発も進み人口も増加する傾向に当たる。
リサイクル運動などの環境保護活動なども行っているほか、沢中ソーランなど新たな取り組みをしている。
校名は、このあたりの代表的な地名「金山」「沢上」「尾頭」の3つが検討された。

### 所在地
- 名古屋市熱田区五本松町4-4

## 沿革
- 1947年（昭和22年） - 名古屋市立沢上中学校として、高蔵および東町両国民学校の児童を受け入れ、東町国民学校の校地および校舎において設立[1]。
- 1948年（昭和23年）9月30日 - 名古屋市立宮中学校と統合し、名古屋市立熱田中学校となる[2]。
- 1949年（昭和24年）8月10日 - 熱田中学校が分裂し、名古屋市立沢上中学校が再び設立される[2]。
- 1950年（昭和25年）6月28日 - 当時の校長であった芥子川律治の作詞による校歌が制定される[WEB 1]。作曲は当時の音楽科教諭による[WEB 1]。
- 1961年（昭和36年） - 通学区域が変更され、名古屋市立高蔵小学校および名古屋市立旗屋小学校各学区となる[WEB 1]。
- 2022年（令和4年）度 - 体育館にエアコンが整備される[WEB 2]。

## 歴代校長
年は着任年を示す
- 2015年（平成27年） - 坂野幸彦[新聞 1]

## 特徴

### 学級
現在、学級は1・2・3年生で各学年3クラス前後ある。各学年に学年主任が振り分けられている。クラスはアルファベットで表されている。

### 学年色
各学年に緑・青・赤の学年色が割り振られ、生徒はその色がついた体操服のゼッケン、スリッパなどを使う。

### 生徒会活動
生徒会執行部は会長1名、副会長1名、執行部4名の役員で構成されている。

### 委員会活動
生活委員、文化委員、保健委員、給食委員、図書委員、美化委員、選挙管理委員　の委員会によって構成されている。
※ 2022年4月現在

## 部活動

### 運動部
- 野球部（男子）
- バレーボール部（男子）
- 陸上部（男女）
- ソフトボール部（女子）
- 相撲部（男子）

### 文化部
- 園芸部（男女）
- 美術部（男女)
- 合唱部（女子）

### 校庭の使用方法
校庭には野球部、陸上部、ソフトボール部は固定。そして平日にはバレー部とバスケ部が併用して使うことがあるので、酷い時には5つの部活が使用する場合がある。
そのため、野球部はフリーバッティングなどの実践的な練習を満足に行えない。

## 著名な卒業生
- 岡田有希子 - アイドル歌手
- 成田昭次
- 中山礼都 - プロ野球選手

#### WEB
1. 1 2 3 4  “本校の概要”. 2018年8月15日閲覧。
2. ↑  “中学、特別支援学校６０校の体育館にエアコン　冷房は２３年度から”. 中日新聞社. (2021年5月29日) 2021年6月21日閲覧。

#### 新聞
1. ↑  “名古屋市の教職員異動 校長・園長” (日本語). 中日新聞朝刊市民版・なごや東版:  p. 1. (2015年3月29日)

#### 書籍
1. ↑  熱田区制五十周年記念誌編集部会 1987, p. 208.
2. 1 2  熱田区制五十周年記念誌編集部会 1987, p. 209.